# Asger Ostenfeld
Asger Skovgaard Ostenfeld (13 de octubre de 1866 - 23 de septiembre de 1931) fue un ingeniero civil danés especializado en la teoría de estructuras de acero y hormigón armado. Se le considera el padre fundador de la teoría de estructuras en Dinamarca.

## Biografía
Ostenfeld nació en Hvirring, cerca de Horsens, en Jutlandia, en 1866. A partir de 1900, fue profesor de mecánica aplicada y estructuras de acero en la Universidad Técnica de Dinamarca. En 1894, diseñó el puente Langelinie en la estación Østerport, que en ese momento era la estructura más grande de Dinamarca construida por un ingeniero danés. En 1926, fue fundamental en la creación del primer Laboratorio de Teoría de Estructuras de Dinamarca, del cual luego fue director. Ostenfeld publicó numerosos libros de texto sobre la teoría de estructuras que fueron ampliamente leídos fuera de Dinamarca.
Su hijo Christen Ostenfeld (1900-1976) fue el fundador de la mayor empresa de ingeniería escandinava, COWI.

## Método de deformación
Alrededor de 1920, Ostenfeld amplió el método de deformaciones de Axel Bendixsen junto con el método de fuerzas, creando el concepto dual del método de deformaciones. Su método representó un progreso significativo ya que "permite que los elementos estructurales previamente analizados, por así decirlo, se construyan sobre ellos". Esto se logra mediante la introducción de miembros fijados rígidamente para la obstrucción de las rotaciones de las juntas. Permite dividir el marco completo en elementos finitos.

## Principales obras
- Teknisk Elektricitetslære (1ª edición 1898, 4ª edición 1924)[7]
- Teknisk Statik I (3ª edición 1920)
- Teknisk Statik II (2ª edición 1913)
- Jernkonstruktioner I (3ª edición 1921)
- Jernkonstruktioner II (2ª edición 1917)
- Jernkonstruktioner III (2ª edición 1923)
- Jernbetonbroer (2ª edición 1920)
- Die Deformationsmethode (1926)
- Exzentrisch beanspruchte Säulen III beliebige Exzentrizität, Versuche mit Holz- und Stahlsäulen, Copenhague, 1931.
- También realizó contribuciones a revistas danesas y extranjeras sobre el Método de Deformaciones, la Estabilidad Lateral de Puentes Abiertos y el Cálculo de Columnas.